# 1281

## Esdeveniments
- El mongols fracassen de nou en intentar conquerir el Japó

## Naixements
- Iuri I de Moscou, Gran Príncep de Rússia

## Necrològiques
Països Catalans
- 17 de setembre - Barcelona: Agnès de Peranda, religiosa fundadora del primer convent de clarisses de Barcelona.[1][2]

Resta del món
- 23 d'agost - Opheilissem (ducat de Brabant): Joan d'Enghien, príncep-bisbe del principat de Lieja